# Gustaf Bergman (militär)
Gustaf Alarik Carlsson Bergman, född 23 juli 1844 i Vinslövs församling, Skåne, död 20 maj 1926 i Adolf Fredriks församling, Stockholm, var en svensk militär. Han var son till skolmannen och prästen Carl Abraham Bergman och far till översten Alarik Bergman.

## Biografi
Bergman blev underlöjtnant vid Fortifikationen 1868, major vid Generalstaben 1889, överste vid Fortifikationen 1897 samt generalmajor och chef för Fortifikationen 1903–1910, innan han 1919 tog avsked. Bergman företog flera studieresor i utlandet och var ledamot av ett flertal militärt orienterade kommittéer. Åren 1878–1884 var han lärare vid krigshögskolan på Karlberg.
Han gravsattes 29 maj 1926 på Norra begravningsplatsen i Stockholm.

## Utmärkelser

### Svenska utmärkelser
- Konung Oscar II:s och Drottning Sofias guldbröllopsminnestecken, 1907.[4]
- Konung Oscar II:s jubileumsminnestecken, 1897.[4]
- Kommendör av första klassen av Svärdsorden, 1 december 1903.[4]

### Utländska utmärkelser
- Storkorset av Österrikiska Frans Josefsorden, tidigast 1905 och senast 1908.[5][6]
- Kommendör av första graden av Danska Dannebrogorden, senast 1905.[5]
- Kommendör av första klassen av Norska Sankt Olavs orden, senast 1905.[5]
- Kommendör av Franska Hederslegionen, tidigast 1905 och senast 1908.[5][6]
- Kommendör av Italienska Kronorden, senast 1905.[5]
- Tredje klassen av Persiska Lejon- och solorden, senast 1905.[5]
- Kommendör av Portugisiska Kristusorden, senast 1905.[5]
- Riddare av andra klassen med briljanter av Preussiska Kronorden, senast 1905.[5]
- Riddare av andra klassen av Ryska Sankt Annas orden, senast 1905.[5]
- Kommendör av andra klassen av Sachsen-Weimarska Vita falkens orden, senast 1905.[5]
- Riddare av första klassen av Sachsiska Albrektsorden, senast 1905.[5]